# Luan Santana
Luan Santana, all'anagrafe Luan Rafael Domingos Santana (Campo Grande, 13 marzo 1991), è un cantante brasiliano.

## Biografia

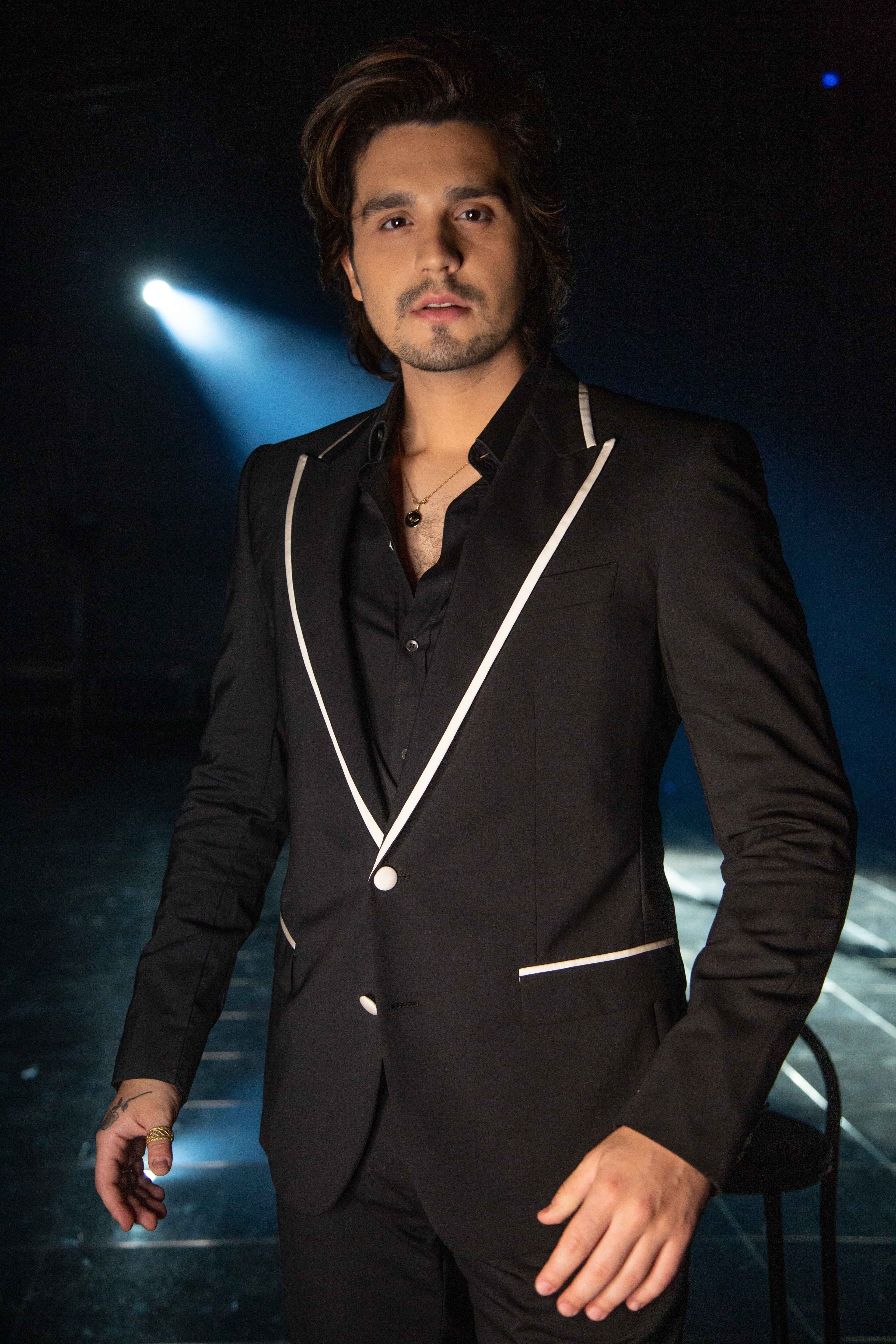
Luan Santana nel 2020

Ha iniziato la sua carriera nel 2009, con l'uscita dell'album indipendente Tô de cara, e ha raggiunto la celebrità con la canzone Meteoro. Nello stesso anno, ha pubblicato il suo primo album dal vivo, Luan Santana ao vivo, che è stato certificato multiplatino e nominato al Latin Grammy per il miglior album di música sertaneja.

## Discografia

### Album in studio
- 2009 – Tô de cara
- 2012 – Quando chega a noite
- 2016 – 1977

### Album dal vivo
- 2009 – Ao vivo
- 2011 – Ao vivo no Rio
- 2013 – O nosso tempo é hoje
- 2015 – Luan Santana - Acústico
- 2018 – Live-móvel
- 2019 – Viva ao vivo em Salvador
- 2022 – Luan City

### Singoli
- 2009 – Meteoro
- 2011 – Amar não é pecado
- 2013 – Sogrão caprichou
- 2014 – Cê topa
- 2016 – Eu, você, o mar e ela
- 2016 – Dia, lugar e hora
- 2017 – Acordando o prédio
- 2018 – Sofazinho (feat. Jorge & Mateus)
- 2018 – Vingança (feat. MC Kekel)
- 2018 – Menina

### Collaborazioni
- 2016 – E essa boca aí? (con Bruninho & Davi)
- 2017 – Não vou mais chorar (con Nego do Borel)
- 2018 – Próximo amor (con Alok)
- 2019 – Juntos até o final (con Paula Fernandes)